# Setoppia quattuor
Setoppia quattuor är en kvalsterart som först beskrevs av Kok 1967.  Setoppia quattuor ingår i släktet Setoppia och familjen Oppiidae. Inga underarter finns listade i Catalogue of Life.